# 亚历山大·阿基莫维奇·沃罗比约夫
亚历山大·阿基莫维奇·沃罗比约夫（羅馬化：Aleksandr Akimovich Vorob'yov；1909年9月12日—1981年9月3日）是一位苏联物理学家。他于1944年至1970年间担任托木斯克理工大学校长。1959年至1971年间，他成为俄罗斯苏维埃联邦社会主义共和国最高苏维埃代表。